# Star Division
Die Hamburger Softwarefirma Star Division wurde im Jahr 1985 vom 16-jährigen Marco Börries in Lüneburg gegründet. Nach der Anzeige eines Nachbarn beim Ordnungsamt wegen des Betriebs eines Gewerbes in einer Wohngegend siedelte die Firma nach Hamburg um. Star Division wurde vor allem durch ihr Office-Paket StarOffice bekannt. Diese Software wurde weltweit über 25 Millionen Mal verkauft.
Im Jahr 1998 gab Börries StarOffice für den Privatgebrauch kostenlos zur Nutzung frei. Star Division wurde am 5. August 1999 von dem Soft- und Hardwarehersteller Sun Microsystems für einen hohen zweistelligen Millionenbetrag (US-Dollar) aufgekauft. Daraufhin stellte Sun die Software als StarOffice 5.1a erstmals auch für die kommerzielle Nutzung kostenlos zur Verfügung.
Das Programm StarOffice wurde seitdem von Sun Microsystems und dem OpenOffice.org-Projekt weiterentwickelt. StarOffice, als ein kommerzielles Produkt, und OpenOffice, als Freie Software, teilen sich die gemeinsame Codebasis.
Nach der Übernahme von Sun Microsystems am 27. Januar 2010 durch die Oracle Corporation kam es zu offener Kritik seitens der freien Entwickler und schließlich zur Abspaltung in LibreOffice, das von der neu gegründeten Document Foundation weiterentwickelt wird. Oracle übergab daraufhin das OpenOffice.org-Projekt an die Apache Software Foundation, wo es als Apache OpenOffice ebenfalls frei weiterentwickelt wird. Dadurch entwickeln sich LibreOffice und Apache OpenOffice seit 2010 auseinander.